# Barbus olivaceus
Barbus olivaceus е вид лъчеперка от семейство Шаранови (Cyprinidae). Видът не е застрашен от изчезване.

## Разпространение
Разпространен е в Танзания.

## Описание
На дължина достигат до 4,8 cm.